# اوشک (استان اوپوله)
اوشک (به لهستانی:  Osiek) یک روستا در لهستان است که در گمینا ستژلتسه اوپولسکیه واقع شده‌است.